# Garda Colli Mantovani Tocai Italico
Il Garda Colli Mantovani Tocai Italico è un vino DOC la cui produzione è consentita nella provincia di Mantova.

## Caratteristiche organolettiche
- colore: paglierino
- odore: vinoso, gradevole, caratteristico
- sapore: armonico, fresco, moderatamente acidulo, talvolta abboccato

## Produzione
Provincia, stagione, volume in ettolitri
- nessun dato disponibile